# W国立公園
W国立公園（ドゥブルヴェこくりつこうえん / ダブリューこくりつこうえん）は、西アフリカにある国立公園。その名前は、公園内のニジェール川の流れが"W"を描くように曲がりくねっていることに因む。国立公園自体は、ニジェール、ブルキナファソ、ベナンにまたがる10,000km2を範囲とするもので、これら3か国がフランス領西アフリカの一部だった1954年に成立したものである。国立公園のうち、ニジェール国内の2,200 km2がユネスコの世界遺産に登録された。世界遺産の範囲は2017年にベナンのパンジャリ国立公園、ブルキナファソのアルリ国立公園などにも拡大された（拡大された世界遺産の名称は「W・アルリ・パンジャリ自然公園群」で、W国立公園はこの構成資産でもある）。またW国立公園の内、ニジェール領内が1987年4月、ブルキナファソ領内が1990年6月、ベナン領内が2007年2月、それぞれラムサール条約登録地となった。
2200平方キロメートルの面積を持つ公園では、アフリカローズウッドなどの450種類以上の植物、70種類以上のほ乳類、350種類以上の鳥類が生息し、ツチブタ、ヒヒ、カラカル、チーター、アフリカゾウ、カバ、ライオン、サーバル、イボイノシシ、アフリカスイギュウ、レイヨウ、ヒョウなどの大型哺乳類が多く生息することで知られている。また、2 - 5月には渡り鳥が飛来し、カモ、ガン（セアカアフリカオオノガン、ツメバガン）、ハクチョウ、コウノトリ、サギ、サンカノゴイ、シュバシコウ、サンショクウミワシ、ダルマワシ、ジサイチョウ、シュモクドリなどの鳥類が見られる。

## 登録基準
この世界遺産は世界遺産登録基準のうち、以下の条件を満たし、登録された（以下の基準は世界遺産センター公表の登録基準からの翻訳、引用である）。
- (9) 陸上、淡水、沿岸および海洋生態系と動植物群集の進化と発達において進行しつつある重要な生態学的、生物学的プロセスを示す顕著な見本であるもの。
- (10) 生物多様性の本来的保全にとって、もっとも重要かつ意義深い自然生息地を含んでいるもの。これには科学上または保全上の観点から、すぐれて普遍的価値を持つ絶滅の恐れのある種の生息地などが含まれる。

## 治安
2019年5月11日、フランス軍はブルキナファソ国内で、武装勢力に拉致されていたフランス人2名を救出する作戦を実施。救出過程で、ベナンのパンジャリ国立公園で行方不明になっていた韓国人女性の救出も行われている。人質救出作戦に投入されたフランスの最精鋭特殊部隊「ユベル」の隊員2人が作戦中に命を落とした。